# ماراتن برلین

نشان‌وارهٔ ماراتن برلین

ماراتن برلین که به دلیل پشتیبانی مالی، ماراتن ب‌ام‌و برلین هم نامیده می‌شود، مسابقهٔ بزرگ دو و یک رقابت ورزشی است که همه‌ساله در برلین آلمان برگزار می‌شود. مسیر رسمی ماراتن به درازی ۴۲٬۱۹۵ کیلومتر در طول شهر واقع شده است و ورزشکاران حرفه‌ای و تازه‌کار می‌توانند در آن شرکت کنند. این مسابقه که نخستین بار در ۱۹۷۴ میلادی برگزار شد، به‌طور سنتی در آخرین پایان هفتهٔ سپتامبر برگزار می‌شود.
ماراتن برلین در میان مسابقات بزرگ ماراتن جهان جای دارد که داری جایزهٔ یک میلیون دلاری هستند. این ماراتن برای زمین مسطح، دمای پاییزی ملایم، و تشویق پرشور مردم شناخته می‌شود. در ۲۰۱۶ میلادی، ۴۶٬۹۵۰ نفر از ۱۲۲ کشور در ماراتن برلین شرکت کردند. این مسابقه همچنین دارای بخشی برای شرکت‌کننده‌های با صندلی چرخدار و اسکیت است. ماراتن کودکان (۴٬۲۱۹۵ کیلومتر) به‌وسیلهٔ باشگاه شارلوتنبرگ برلین و با پشتیبانی ب‌ام‌و به طور همزمان برگزار می‌شود.

## رکوردها
|                                                     |  |  |
| پاتریک ماکاو موسیوکی و ایرینا میکیتنکو، ٢٠١١ میلادی |  |  |

رکوردهای جهانی
مردان
| ۲۰۱۴ | دنیس کیپراتو کیمتو   | کنیا   | ۲:۰۲:۵۷ |
| ۲۰۱۳ | ویلسون کیپسانگ       | کنیا   | ۲:۰۳:۲۳ |
| ۲۰۱۱ | پاتریک ماکاو موسیوکی | کنیا   | ۲:۰۳:۳۸ |
| ۲۰۰۸ | هایله گبرسلاسی       | اتیوپی | ۲:۰۳:۵۹ |
| ۲۰۰۷ | هایله گبرسلاسی       | اتیوپی | ۲:۰۴:۲۶ |
| ۲۰۰۳ | پل تارگت             | کنیا   | ۲:۰۴:۵۵ |
| ۱۹۹۸ | رونالدو دا کوستا     | برزیل  | ۲:۰۶:۰۵ |

زنان
| ۲۰۰۱ | نائوکو تاکاهاشی | ژاپن       | ۲:۱۹:۴۶ |
| ۱۹۹۹ | تگلا لوروپه     | کنیا       | ۲:۲۰:۴۳ |
| ۱۹۷۷ | کریستا والنسیک  | آلمان غربی | ۲:۳۴:۴۸ |